# Маркетинг в търсачки
Маркетинг в търсачки е форма на интернет маркетинг, която представлява промотирането на уебсайтове чрез подобряване на видимостта им в резултатите от търсенето в търсещи машини посредством оптимизация и/или реклама. В общия случай терминът „маркетинг в търсещи машини“ (search engine marketing, SEM) се използва за обозначаване единствено на платените рекламни съобщения в търсачките, за разлика от SEO. Всяка търсеща машина има своя собствена рекламна програма, например Google AdWords на Google или Bing Ads на Bing.
Платената реклама се основава на използването на ключови думи, които извикват определени рекламни съобщения и препращат потребителя към сайта на рекламодателя. Ключовите думи трябва да са избрани така, че да съответстват на думите, които потребителите биха използвали, когато търсят рекламирания продукт или услуга. Обикновено няма ограничение в броя ключови думи, които рекламодателят може да използва. Рекламните съобщения от своя страна трябва да са максимално свързани с конкретните ключови думи, така че, ако например потребителят търси „автомобил“, да му се покаже реклама свързана с „автомобил“. Затова често ключовите думи може да са разделени на групи и всяка група да има свои собствени рекламни съобщения. Тези групи могат да бъдат обособени въз основа на различни критерии – продуктови групи, марки и други.